# Кубрик (морской термин)
Ку́брик (устар. кубрюх, от нидерл. koebrug — «нижняя палуба корабля») — морской термин, жилое помещение для команды корабля. В кубриках традиционно размещали матросский состав, в то время как офицеров обеспечивали каютами.
Во времена парусного флота «кубриком» именовали нижнюю палубу, где команду располагали для сна, сначала прямо на палубе, затем в подвесных койках. В настоящее время кубрики практически исчезли на судах гражданского флота, но являются обычными для военных кораблей.